# Jan Kopp z Raumenthalu
Jan Kopp z Raumenthalu (německy Johann Kopp von Raumenthal, asi 1487 poblíž Landsbergu am Lech – přelom let 1562 a 1563 asi Stockholm) byl německý lékař, spisovatel a astronom, osobní lékař císaře Ferdinanda I. Habsburského a posléz též švédského krále Gustava I. Vasy.

## Životopis

### Mládí a vzdělání
Narodil se, dle svého vlastního životopisu, nedaleko bavorského Landsbergu na řece Lech, poblíž Augsburgu. Odešel studovat svobodná umění na univerzitu ve Freiburgu im Breisgau, posléze přešel na Vídeňskou univerzitu, kde byl jeho učitelem mj. Georg Tannstetter, osobní lékař a hvězdář císaře Maxmiliána I. Habsburského. Po dokončení studií odešel roku 1515 do severočeského Jáchymova, po krátkém čase se pak přestěhoval do Mostu. Zde se oženil a založil rodinu.

### Ve Slezsku
Na základě jistého sporu byl z moci městské rady uvězněn. Z vězení jej 15. prosince 1526 vyprostil kníže Karel I. Minsterberský, vrchní hejtman ve Slezsku, sídlící ve slezském Frankenštajnu (pozdější Ząbkowice Śląskie), když si jej zvolil za svého osobního lékaře. Do Frankenštejnu se též s rodinou přestěhoval a ve městě zřídil velmi pravděpodobně vůbec první lékárnu v historii města.

### Dvorní lékař Ferdinanda I.

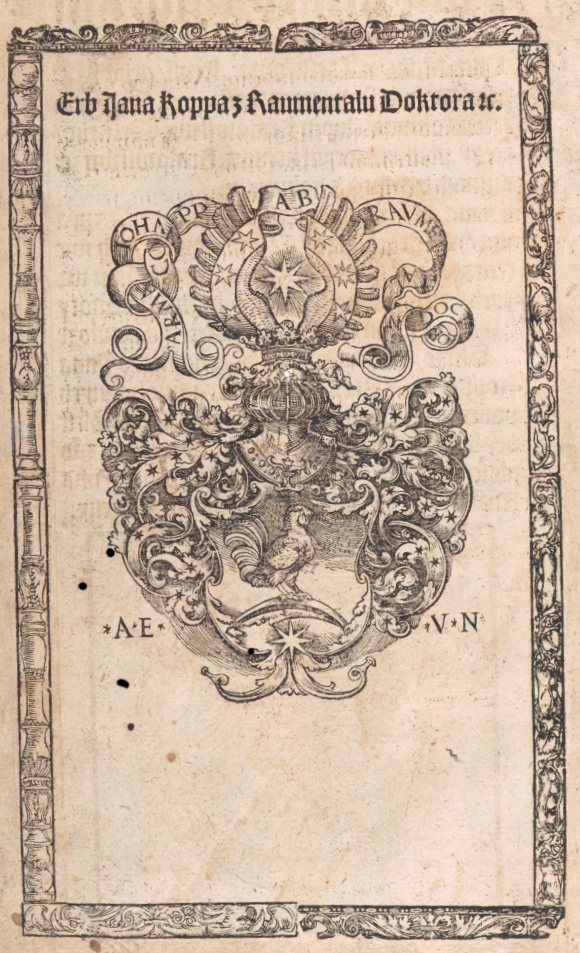
Rodový erb vyobrazený českém překladu Koppova díla Gruntovní a dokonalý Regiment ... (1535)

Na doporučení lékaře Jana Loga, rádce Ferdinanda I. a vychovatelem dědice trůnu prince Maxmiliána, byl Kopp již roku 1528 povolán do Prahy ke dvoru jako královský lékař, jeho přesun následně způsobil zánik lékarny ve Frankenštajnu. S pozváním ke dvoru souviselo i povýšení do rytířského stavu, udělení erbovního listu a povolení užívat přídomek z Raumenthalu. V Praze si záhy v tzv. Rožmberském domě na Uhelném trhu na Starém Městě Pražském zřidil lékarnu. V tomto období sepsal rovněž své stěžejní dílo, Gruntownij a dokonaly Regiment, komplexní lékařskou knihu pojednávající o rozličných oborech medicíny. V českém překladu Hynka Krabice z Veitmile byla vydána v Praze roku 1533.
Když roku 1542 zasáhla Prahu morová epidemie, sepsal, mj. na přání svého přítele a městského písaře Sixta z Ottersdorfu, lékařskou knihu mající dopomoct s epidemií bojovat.
Od roku 1537 se potýkal s finančními potížemi spojenými s náklady na překlad a vydání svého díla, které obnášely zastavení jeho majetku a následné spory s věřiteli. Tyto záležitosti byly soudně dořešeny roku 1544, v rámci vyrovnání však přišel o část svého majetku, mj. tzv. Faustův dům, zakoupený od Pirama Kapouna ze Svojkova v roce 1543. Roku 1544 se jemu a jeho manželce Anně narodil potomek. Křest dítěte provedl v Praze pobývající kněží Jan Černý-Nigranus, význačný duchovní Jednoty bratrské, což u katolického habsburského dvora vyvolalo přesvědčení, že je Kopp členem Jednoty, a částečné pohoršení, císař nad ním však držel ochrannou ruku a Kopp si své místo udržel.

### Ve Švédsku
Na základě sílícího tlaku na obsazování nejvyšších pozic u dvora katolíky byl nucen roku 1550 z místa dvorního lékaře odejít a i s rodinou odejít do nábožensky tolerantnějšího prostředí v zahraničí. Další zprávy o něm se objevují až roku 1555 ve Švédském království, kdy je uveden jako osobní lékař krále Gustava I. Vasy, který jej mj. pověřil roku 1558 úkolem vymýtit epidemii ve švédském vojsku působícím ve Finsku. Kopp sepsal lékařský spis, následně byl do Finska vyslán, aby léčil nemocného králova syna Jana, který část oddílů vedl. Na této cestě s ním bylo nakládáno téměř jako s vězněm: Gustav Vasa mu nedůvěřoval kvůli Koppovu přátelství s ruským bojarem Zachařem Zupanovem, který politicky působi proti švédským zájmům. I proto ještě téhož roku Kopp na základě vlastní písemní žádosti místo královského lékaře opustil.
Ze zůstatků svých úspor opravil dům ve Stockholmu, kde si zařídil lékárnu, ale potýkal se s nedostatkem peněz a dluhy. Zemřel na konci roku 1562, nebo začátkem roku 1563, pravděpodobně ve Stockholmu.

## Dílo (výběr)

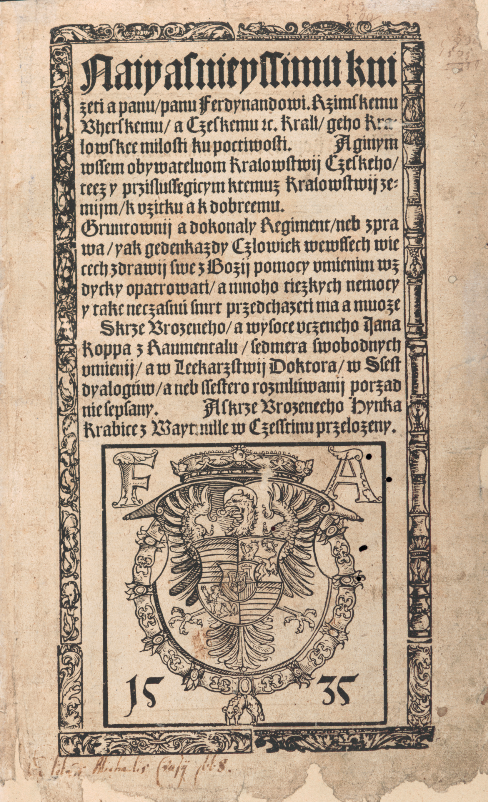
Titilní strana českého překladu díla Gruntovní a dokonalý Regiment ... (1535)

### Lékařská literatura
- Gruntownij a dokonaly Regiment : neb zprawa yak gedenkazdy czlowiek wewssech wiecech zdrawij swe z Bozij pomocy vmienim wzdycky opatrowati a mnoho tiezkych nemocy y take neczasmi smrt przedchazeti ma... (1533, komplexní kniha o péči o lidské zdraví, originál v němčině, dedikováno císaři Ferdinandu I. Habsburskému)

Rovněž byl autorem spisů mající za cíl prevenci proti šíření moru.